# Socialistická strana Srbska
Socialistická strana Srbska (srbsky Социјалистичка партија Србије, Socijalistička partija Srbije) je srbská levicová a nacionalistická politická strana. Byla založena v červenci roku 1990 Slobodanem Miloševićem. De facto se jednalo o transformovaný Svaz komunistů Srbska.
Strana zvítězila v prvních volbách v roce 1990, když obdržela 46 % hlasů a 194 mandátů. Od roku 1992 na vládní úrovni spolupracoala s Radikální stranou Srbska, od roku 1993 také se srbskými Liberály. Během Miloševićovy vlády probíhal válečný konflikt v bývalé Jugoslávii, jeho vláda byla kritizována jako autoritativní.
Po svržení Miloševiće v roce 2000 přešla Socialistická strana do opozice, kde zůstala osm let, při tom v letech 2003–2007 tolerovala pravicovou vládu DSS, G17+, SPO a NS. V červenci 2008 se stala součástí proevropského kabinetu Mirko Cvetkoviće. V roce 2012 byla po volbách součástí vládní koalice se Srbskou pokrokovou stranou a měla premiéra (Ivicu Dačiće). Skutečnost, že člen postkomunistické strany zastával post premiéra byla pro liberální voliče v Srbsku překvapující až šokující.[zdroj?] Ve volbách v březnu 2014 získala Socialistická strana 14 % hlasů, což při 250členné Národní skupštině znamená 45 mandátů. V parlamentních volbách v roce 2016 získala strana 10,95 % hlasů a 20 mandátů, celá její volební koalice pod vedením Ivici Dačiće získala mandátů 29 a umístila se na druhém místě.
Strana neudržuje žádné oficiální mezinárodní kontakty. V minulosti se ucházela o přijetí do Socialistické internacionály, nicméně byla drtivým způsobem odmítnuta (pro hlasovala pouze francouzská Parti socialiste a řecká PASOK). Jako podmínky přijetí SI požadovala změnu stranické politiky, tj. přeměnu na demokratickou a proevropskou politickou stranu. SPS je přidružena a spolupracuje se stranou Jednotné Srbsko a Zeleni Srbije.

## Volby
| 1990 | 46,1  | 194                      |
| 1992 | 28,8  | 101                      |
| 1993 | 36,7  | 123                      |
| 1997 | 34,2  | 85 (koalice celkem: 110) |
| 2000 | 13,2  | 37                       |
| 2003 | 7,61  | 21                       |
| 2007 | 5,64  | 16                       |
| 2008 | 7,58  | 14                       |
| 2012 | 14,51 | 25                       |
| 2014 | 13,49 | 25                       |
| 2016 | 10,95 | 20                       |